# Paul Brändle
Paul Brändle (* 1992 in Kempten) ist ein deutscher Jazzmusiker (Gitarre).

## Leben und Wirken
Brändle, der in Wertingen aufwuchs und dessen Vater ebenfalls Saiteninstrumente spielt (gemeinsames Album little fire: Begegnungen, 2022), interessierte sich von klein auf für Musik. Mit sieben Jahren lernte er klassische Gitarre, mit neun Jahren wechselte er zur E-Gitarre; bereits mit zwölf Jahren war es sein Berufswunsch, Musiker zu werden. 15-jährig begann er, sich auf den Jazz zu konzentrieren. Nach dem Abitur absolvierte er von 2011 bis 2015 das Bachelorstudium Jazz-Gitarre an der Hochschule für Musik und Theater München bei Peter O’Mara. 
Mit Johannes Emminger, den er im Landesjugend-Jazzorchester Bayern kennenlernte, gründete Brändle 2012 ein Gitarrenduo. Seit 2014 gehörte er zum  Quintett von Vincent Eberle, mit dem er zwei Alben veröffentlichte. Weiterhin ging er mit dem Quartett von Rick Hollander in Europa auf Tournee; mit dem Christian Elsässer Jazz Orchestra trat er auf mehreren Jazzfestivals auf. Auch spielte er im Trio mit dem Jazzpianisten André Schwager und Schlagzeuger Guido May. Mit Studienkollegen gründete er die Funkband Fazer, die sich auch auf Festivals in Berlin und Südtirol sowie in Toronto und Istanbul vorstellte. Claus Reichstaller holte ihn zu seinem Tributalbum an Quincy Jones, In the Heat of the Night (2020), die Sängerin Enji für ihr Album Ursgal (2021). 
Seit 2018 ist Brändle zudem Lehrbeauftragter an der Musikhochschule München.

## Preise und Auszeichnungen
Mit dem Quintett Fazer kam Brändle 2017 ins Finale beim 9. Europäischen Burghauser Nachwuchs-Jazzpreis; die Gruppe erhielt im selben Jahr das Musikstipendium vom Münchner Kulturreferat. Mit dem Quintett von Eberle erhielt er 2018 den Neuen Deutschen Jazzpreis.

## Diskographische Hinweise
- Rick Hollander Quartet feat. Brian Levy: On the Up and Up (Laika Records 2016, mit Will Woodward)
- Fazer: Mara (Fazer 2018, mit Matthias Lindermayr, Martin Brugger, Simon Popp, Sebastian Wolfgruber)
- Fazer: Nadi (2019)
- Brändle/Schwager/May: Simplicity (Organic 2018, mit André Schwager, Guido May)
- Vincent Eberle: Equilibrium  (Unit Records 2019, mit Jonas Brinckmann, Leo Betzl, Maximilian Hirning, Sebastian Wolfgruber)
- Solo (Squama 2020)
- Fazer: Plex (City Slang, 2022, mit Matthias Lindermayr, Martin Brugger, Simon Popp, Sebastian Wolfgruber)